# 8. pochodová armáda
8. pochodová armáda (čínsky v českém přepisu Pa-lu-ťün, pchin-jinem Bālùjūn, znaky 八路军), oficiálním plným názvem 8. pochodová armáda Národní revoluční armády (čínsky v českém přepisu Kuo-min ke-ming-ťün Pa-lu-ťün, pchin-jinem Guómín Gémìngjūn Dìbālùjūn, znaky 国民革命军第八路军) byla jednou z formací Národní revoluční armády kontrolovaná Komunistickou stranou Číny.
Bezprostředně po vypuknutí druhé čínsko-japonské války roku 1937 začalo sbližování mezi Kuomintangem a Komunistickou stranou Číny s cílem vytvořit jednotnou frontu pro boj proti japonské agresi. V červenci 1937 vydal Čankajšek prohlášení o nutnosti celonárodního odbojového boje. Dne 22. srpna, bezprostředně po ukončení čínsko-sovětských rozhovorů, vydala kuomintangská vláda rozkaz k přeměně ozbrojených sil Komunistické strany Číny – Čínské Rudé armády – na 8. pochodovou armádu a Novou 4. armádu Národní revoluční armády.
Velitelem 8. pochodové armády byl v srpnu 1937 jmenován Ču Te, jeho zástupcem Pcheng Te-chuaj, náčelníkem štábu Jie Ťien-jing, náčelníkem politického oddělení Žen Pi-š’. Početní stav armády byl zpočátku stanoven na 45 tisíc vojáků, armádu tvořily tři divize: 115. (velitel Lin Piao), 120. (velitel Che Lung), 129. (velitel Liou Po-čcheng).
V roce 1938 byla 8. armáda formálně přeměněna na 18. armádní skupinu podřízenou 3. vojenskému okruhu v čele s Jen Si-šanem, v praxi však nadále působila samostatně, nepodléhala kuomintangské vládě, ale vedení komunistické strany, a stále byla označována jako „8. pochodová armáda“.
Od prvních měsíců války vysílalo vedení KS Číny značnou část svých ozbrojených sil do týlu rychle postupujících japonských vojsk. Zvláště aktivní byly jednotky 8. armády v severní Číně, kde ani před válkou neměl Kuomintang žádné silné vojensko-politické pozice a moc fakticky patřila různým militaristům. Tak byla část 115. divize (asi 2 tisíce vojáků) vedená Nie Žung-čenem ponechána v horském masivu na spojnici pohoří Tchaj-chang-šan, Wu-tchaj-šan a Cheng-šan, kde se komunistům podařilo zorganizovat masové partyzánské hnutí, na jeho základě výrazně rozšířit jednotky 115. divize a ovládnout rozsáhlou oblast na pomezí provincií Šan-si, Čachar a Che-pej s centrem ve městě Fu-ping. Části 129. divize se staly organizátory partyzánského hnutí se základnou především v hornaté oblasti Tchaj-šan a poté se rozšířily z jihozápadního Šan-si do provincií Che-pej, Šan-tung a Che-nan, kde se nacházela komunisty kontrolovaná pohraniční oblast. Části 120. divize v prvních měsících války aktivně bojovaly proti japonským silám v severním Šan-si a poté – po pádu Tchaj-jüanu – začaly působit za japonskými liniemi a zahájily partyzánské hnutí v severozápadním Šan-si a také ve středním, západním a jižním Suej-jüanu až po Čachar.
Ve druhé polovině roku 1940 zorganizovalo velení 8. a Nové 4. armády největší vojenskou operaci komunistických armád proti japonským silám během války – tzv. bitvu sta pluků. Zapojilo se do ní více než 400 tisíc bojovníků. Za tři a půl měsíce bojů vyřadily lidové armády z boje více než 20 tisíc japonských vojáků a důstojníků a vytlačily nepřítele z území s více než 5 miliony obyvatel, ale během následné japonské protiofenzívy se musely stáhnout na původní pozice. Zkušenosti z této operace vedly vedení KS Číny k přechodu na taktiku malých partyzánských akcí proti Japoncům bez rozsáhlých bojů.
Díky účinné agrární politice, kterou KS Číny prováděla v oblastech pod svou kontrolou, měly komunistické vojenské jednotky pevné a bezpečné zázemí. Zapojením různorodých místních milicí a využitím kuomintangského zákona o vojenské službě se 8. pochodová armáda do konce války rozrostla na 600 000 mužů (včetně milicí).
V létě 1946, po obnovení čínské občanské války, byla na základě 8. armády, Nové 4. armády a Severovýchodní protijaponské sjednocené armády vytvořena Severovýchodní lidová osvobozenecká armáda, roku 1947 byla zavrhnuta i formální příslušnost komunistických vojsk ke kuomintangské Národní revoluční armádě; 8. pochodová armáda, Nová 4. armáda i ostatní komunistická vojska byly reorganizovány v Čínskou lidově osvobozeneckou armádu.